# Округ Гренландія, Данія
76° пн. ш. 41° зх. д. / 76° пн. ш. 41° зх. д.
Округ Гренландія — округ (графством) Королівства Данії, який охоплював Гренландію та пов’язані з нею острови, до того як Гренландія отримала самоуправління.

## Історія
У 1953 році колоніальний статус Гренландії припинився з прийняттям Конституції Данії 1953 року. Коли колоніальний статус закінчився, Гренландія була включена до данського королівства як графство, що дало гренландцям данське громадянство, в результаті чого змінилася політика Данії щодо Гренландії, яка полягала в стратегії культурної асиміляції. Протягом цього періоду уряд Данії пропагував виняткове використання данської мови в офіційних справах і вимагав від гренландців їхати до Данії для отримання післясередньої освіти; багато гренландських дітей виросли в школах-інтернатах на півдні Данії, багато хто втратив свої культурні зв'язки з Гренландією. Ця політика також призвела до відновлення гренландської культурної ідентичности гренландською елітою, що призвело до руху на користь незалежности, який досяг свого піку в 1970-х роках; через це в Данії сформувалося подальше бажання встановити законність статусу Гренландії, що призвело до прийняття Закону про самоуправління 1979 року, який надав Гренландії обмежену автономію з власним законодавчим органом, який контролює деякі внутрішні політики, в той час як парламент Данії зберігає повну контроль зовнішньої політики, безпеки та природних ресурсів. Закон набув чинности 1 травня 1979 року.